# Procession à Séville III
Procession à Séville III er en fransk stumfilm fra 1898.